# 2014年广州公交车纵火案
7·15广州公交纵火事件发生于2014年7月15日晚上约19时30分，301路公交正行驶于廣州市海珠區广州大道南敦和站时发生着火。造成2人当场死亡，32人受伤。
此事距离杭州公交纵火事件仅10天。

## 起火过程
遭到爆炸的是301路公交，是一辆由厦门金旅制造的LNG公交XML6115J15CN，配属于番广客运公司，当事车辆自编号为2-13751。此车由站前路总站开往市桥汽车站，在行驶至广州大道南敦和站停站时，犯罪嫌疑人下车前弯腰用疑似打火机的物品在公交后门对面座位旁点燃一个格子花蛇皮编织袋(长80CM，宽约40CM)，袋上马上冒出火花，该男子点火后立即从车后门逃跑，异状被同车乘客察觉后引起乘客争相下车走避，公交车爆炸起火时还有部分乘客都没来得及下车，5分钟后整辆公交就被大火吞噬，在公交站台等候的一些乘客也被灼伤，公交车顶亦当即烧毁。该事件已造成2人当场死亡，32人受伤。

## 犯罪嫌疑人
经广州警方发布案情广州301路公交燃爆事件嫌犯确认为湖南省衡南县近尾洲镇朱雅村长久组人欧长生，当地派出所已进驻该村进行调查。该村支书陈少华告诉记者，欧长生父母均为农民，其父为小组长。2011年9月，欧长生来到广州，租住在白云区。欧长生称其因赌博输钱而心生不满纵火。
该嫌疑犯被指与6月25日武广高铁破坏案的嫌疑犯为同一人。

## 事后
事发之后第二天下午，当局交通部门、二汽公司召开了301路司机冯建晖事迹表彰会，对纵火案件中的当事司机冯建晖进行了表彰。
2015年12月30日，廣州市中級人民法院公開審理了該事件，一審判處犯罪嫌疑人欧长生死刑。2017年12月19日，最高人民法院复核以爆炸罪、破坏交通设施罪同意判处死刑，并剥夺政治权利终身。